# Thézac (Lot-et-Garonne)
Thézac település Franciaországban, Lot-et-Garonne megyében. Lakosainak száma 209 fő (2022. január 1.). Thézac Montayral, Mauroux, Bourlens, Masquières és Tournon-d’Agenais községekkel határos.

## Népesség
A település népessége az elmúlt években az alábbi módon változott:
| Lakosok száma | 157  | 159  | 138  | 176  | 187  | 190  | 200  | 200  | 200  | 209  |
|               | 1968 | 1982 | 1990 | 2006 | 2013 | 2015 | 2017 | 2019 | 2020 | 2022 |